# Eubosmina brehmi
Eubosmina brehmi är en kräftdjursart som först beskrevs av Lieder 1962.  Eubosmina brehmi ingår i släktet Eubosmina och familjen Bosminidae. Inga underarter finns listade i Catalogue of Life.